# Periplaneta suzukii
Periplaneta suzukii es una especie de cucaracha, un insecto blatodeo de la familia Blattidae.

## Taxonomía
Fue descrito por primera vez en 1977 por Asahina. 